# 丹尼·福特森
丹尼尔·安东尼·福特森（英語：Daniel Anthony Fortson，1976年3月27日—），美国职业篮球球员，身高2.03米，体重168公斤，司职大前锋或中锋，以力量惊人著称。
福特森出生于费城，大学就读于辛辛纳提大学，1997年NBA选秀中以第一轮第10位被NBA密尔沃基雄鹿队选中，旋即被送往丹佛掘金队，其后他又先后效力于波士顿凯尔特人队、金州勇士队、达拉斯小牛队和西雅圖超音速隊。2007年合同到期后退役。